# 안네 소피에 본 오테르

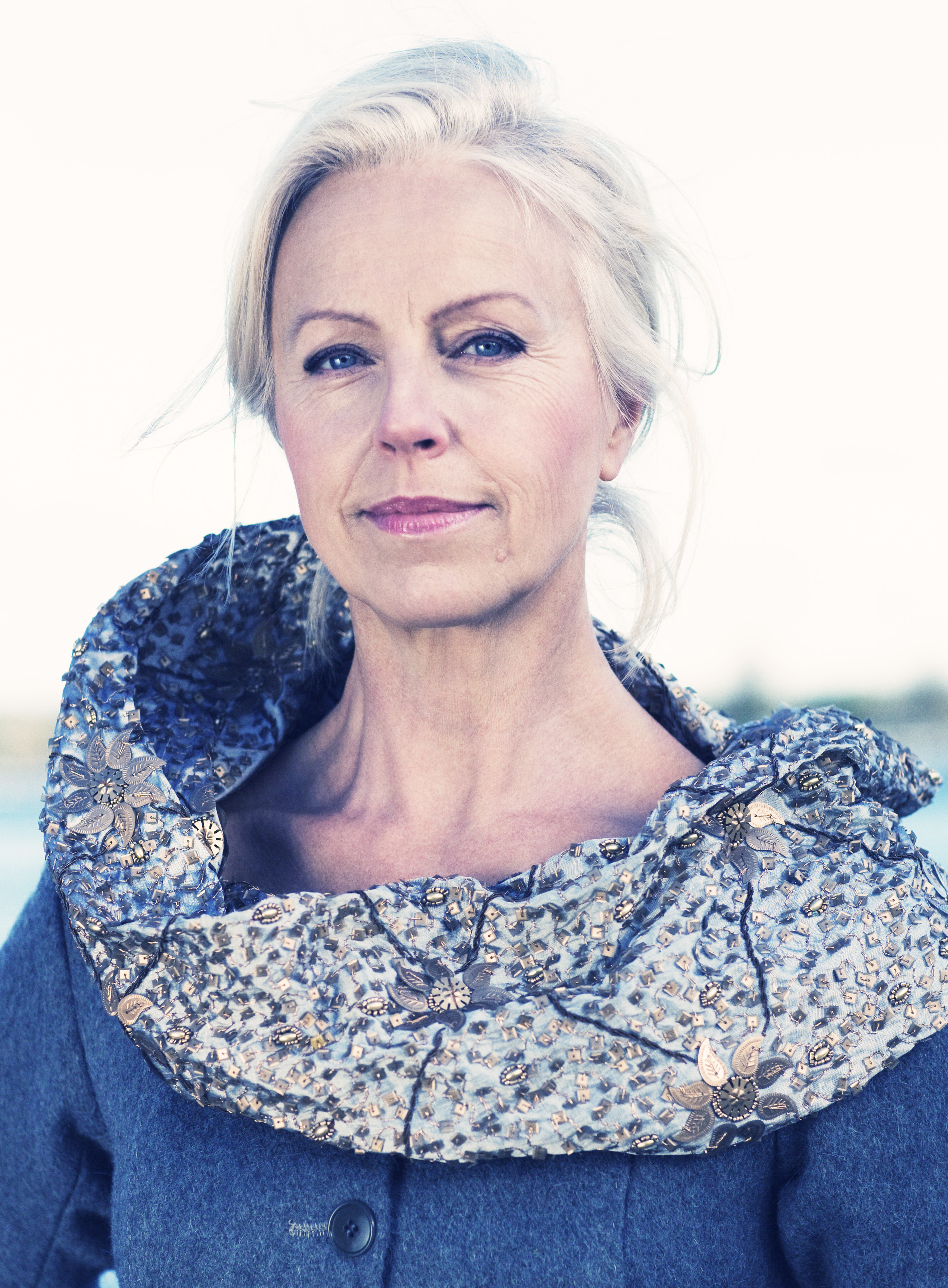
Anne Sofie von Otter

안네 소피에 본 오테르(스웨덴어: Anne Sofie von Otter, 1955년 5월 9일 ~ )는 스웨덴의 메조소프라노 가수이다.